# Spinophetes spinotergum
Spinophetes spinotergum är en insektsart som beskrevs av Oliver Zompro och Orlando L. Eusebio 2000. Spinophetes spinotergum ingår i släktet Spinophetes och familjen Phasmatidae. Inga underarter finns listade i Catalogue of Life.